# Elezioni regionali in Calabria del 2025
Le elezioni regionali in Calabria del 2025 si svolgeranno il 5 e 6 ottobre, in anticipo rispetto alla scadenza naturale della legislatura, a seguito delle dimissioni del Presidente in carica Roberto Occhiuto,  annunciate il 31 luglio e diventate esecutive l'8 agosto 2025.

## Contesto
Il 31 luglio 2025 Roberto Occhiuto annuncia sui suoi social network le dimissioni dalla carica di Presidente della regione: ciò è avvenuto a circa due mesi dalla diffusione di alcune notizie riguardanti un'inchiesta della procura di Catanzaro in cui sarebbe coinvolto con l'accusa di corruzione. Nell'annunciare la fine del suo mandato  e la sua ricandidatura, ha dichiarato che saranno i calabresi a decidere il futuro della Calabria, non altri e che nessuno si assume la responsabilità di firmare niente, in riferimento alle notizie sull'indagine in cui è coinvolto.
Le dimissioni vengono formalizzate l'8 agosto, con la presa d'atto da parte del Consiglio regionale, mentre il giorno successivo viene firmato il decreto di indizione delle elezioni per i giorni 5-6 ottobre dal vicepresidente facente funzioni Filippo Pietropaolo.